# Schloss-Quelle Mellis
Die Schloss-Quelle Mellis GmbH ist ein inhabergeführter Mineralbrunnen und Getränkelogistiker mit Sitz im Ruhrgebiet.
Neben einem Brunnen in Essen mit den Marken Schloss-Quelle und Kastell besitzt das Unternehmen die Raffelberger Mineralbrunnen-Quelle in Mülheim an der Ruhr. Zur Unternehmensgruppe gehört auch die Mellis-Logistik.

## Geschichte

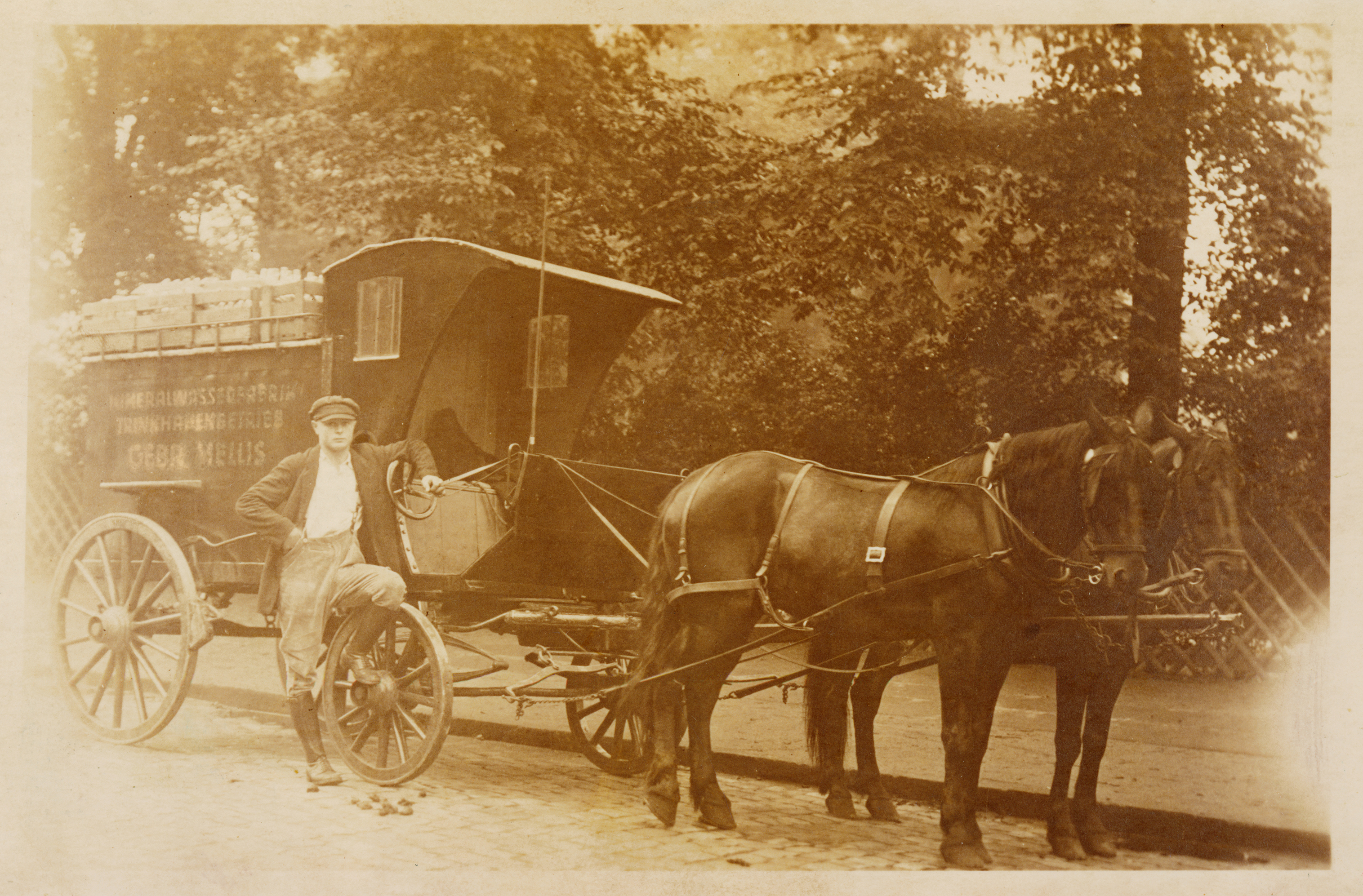
Pferdekutsche für die Auslieferung bis 1925

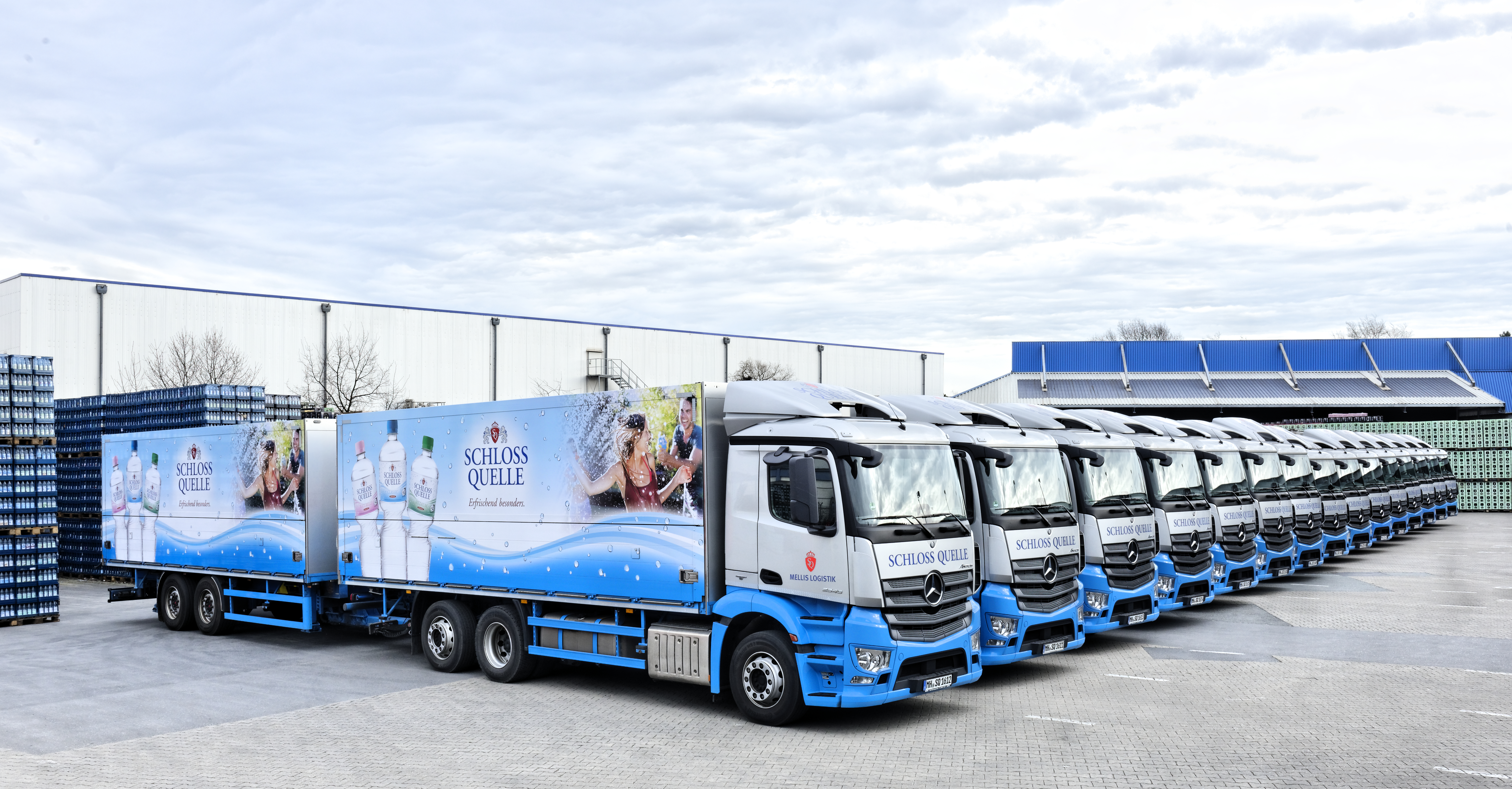
Fuhrpark (2017)

Die Schloss-Quelle Mellis GmbH mit Sitz in Mülheim an der Ruhr wurde vor circa 100 Jahren in Essen-Borbeck durch Wilhelm Mellis und seinen Söhnen Heinz und Fritz als Gebrüder Mellis Mineralwasserfabrik nahe dem Schloss Borbeck gegründet. Sie wird heute in der vierten Generation von Jörg Mellis als geschäftsführender Gesellschafter und dem Geschäftsführer Bastian Heinemann geführt.
Erste eigene Lastkraftwagen wurden 1925 angeschafft und ersetzten die Auslieferung durch Pferdekutschen.
Nach dem Zweiten Weltkrieg, im Jahr 1947, begann man mit der Limonadenabfüllung für Bluna und Afri-Cola. Als Heinz Mellis 1963 die Geschäftsleitung übernahm, erwarb man an der Flurstraße in Essen-Borbeck ein Grundstück um die Großhandelsaktivitäten auszubauen.
1986 erfolgte die Übernahme des Raffelberger Mineralbrunnen in Mülheim an der Ruhr. Im Rahmen der Wachstumszielsetzung wurden weitere Getränkelogistiker übernommen und in die Unternehmensstruktur eingebunden.
Nach Heinz Mellis ist Jörg Mellis seit 1993 in vierter Generation geschäftsführender Gesellschafter des Familienunternehmens. 1995 wurden beide Getränkegroßhandlungen in Essen und Mülheim an der Ruhr zu einem Logistikzentrum in Mülheim an der Ruhr zusammengefasst. 1996 wurde an der Flurstraße in Borbeck ein neuer Produktionsstandort mit einer Glasabfüllanlage errichtet.
2001 wurde eine PET-Abfüllanlage am Produktionsstandort Essen in Betrieb genommen, welche seit dem mehrfach den benötigten Standards angepasst wurde. Im gleichen Jahr wurde Schloss-Quelle erstmals in einer 1-Liter-Petcycle-Flasche abgefüllt.
Seit 2003 wird die Eigen-Biermarke Landfürst mit verschiedenen Sorten vertrieben.
Seit 2008 hält Schloss Quelle die alleinigen Vertriebsrechte für Waldberg-Fruchtsäfte in NRW.
2009 gründete Schloss Quelle als Getränkelogistiker zusammen mit drei weiteren inhabergeführten Familienunternehmen (Getränke Ahlers, Getränke Waldhoff, Getränke Geins) aus dem Getränkefachgroßhandel die GET N Getränke National GmbH & Co KG als Einkaufs- und Vertriebsgesellschaft. Die GET N ist national mit 30 Logistikstandorten, 1200 Getränkefachmärkten und einem Umsatz von mehr als 1,5 Milliarden Euro die größte Getränkefachhandelsgruppe in Deutschland.
2014 diente die Einführung des Individualkastens für 12 × 1,0 l PET und eine neue Flaschenform dem weiteren Voranschreiten der Marke.
2015 war das Jahr der Schloss Quelle Gastronomie Flasche in den Gebinden 0,75 l und 0,25 l für „Feine Perle“ und „Sanfter Genuss“.

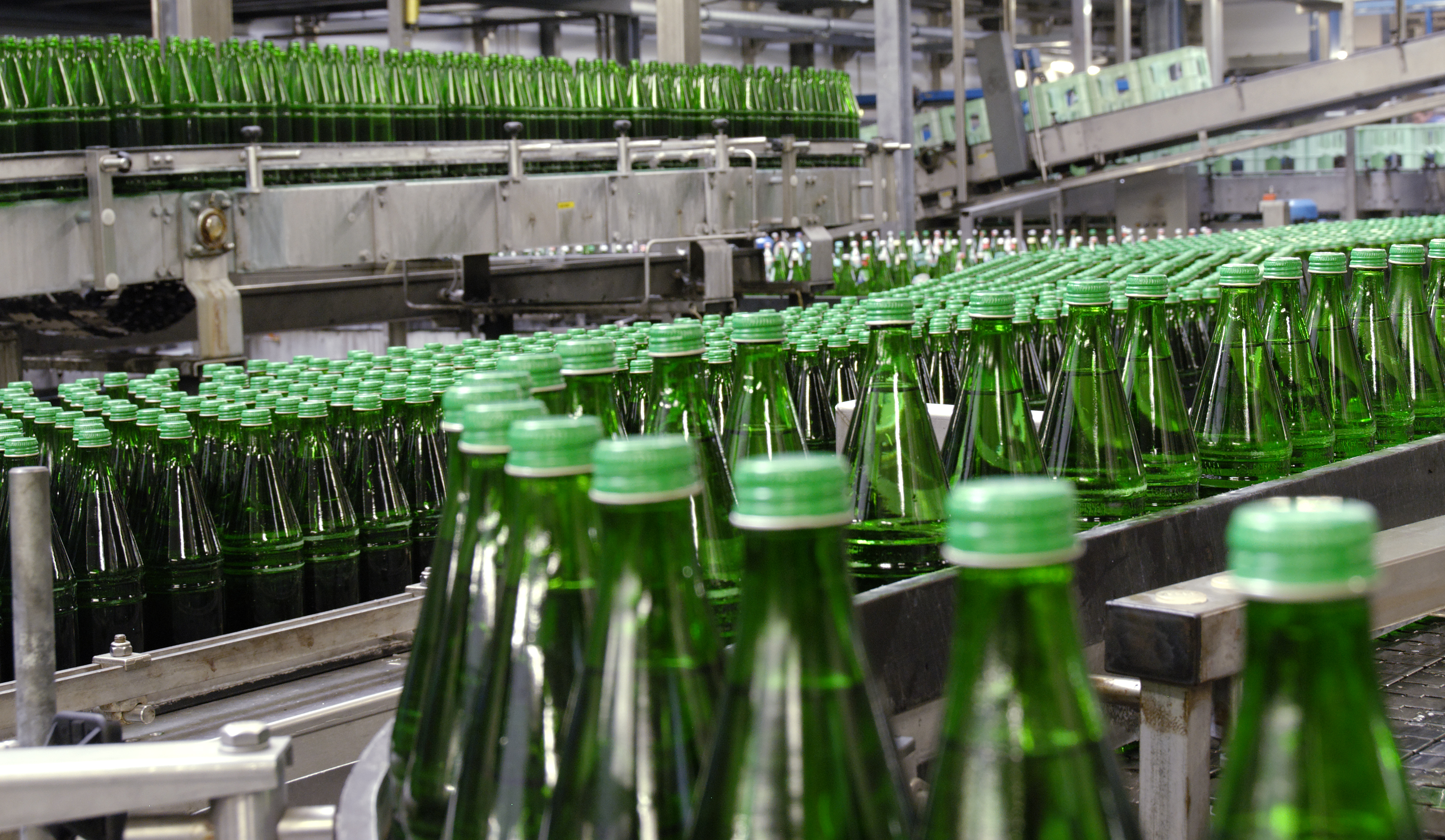
Glasabfüllung

2017 Umfangreiche Umbau- und Modernisierungsmaßnahmen am Standort Essen, wo im Juli 2018 das Richtfest des neuen Verwaltungsgebäudes stattfand.
Heute füllt die Schloss-Quelle auf drei Abfüllstraßen ab und macht mehr als 180 Millionen Füllungen pro Jahr. Der Brunnen gehört zu den 30 größten Brunnen der über 200 Brunnen in Deutschland.

## Marken
- Schloss Quelle
- Kastell
- Raffelberger
- Ursteiner
- Landfürst